# 更科村 (山梨県)
更科村（さらしなむら）は山梨県北巨摩郡にあった村。現在の韮崎市岩下・上野山にあたる。

## 地理
- 河川：塩川

## 歴史
- 1875年（明治8年）2月 - 巨摩郡岩下村・上野山村が合併して更科村となる。
- 1878年（明治11年）7月22日 - 郡区町村編制法の施行により、更科村が北巨摩郡の所属となる。
- 1889年（明治22年）7月1日 - 町村制の施行により、更科村が単独で自治体を形成。
- 1937年（昭和12年）7月1日 - 韮崎町に編入。同日更科村廃止。